# Поповка (Кашарский район)
Поповка — слобода в Кашарском районе Ростовской области. Административный центр Поповского сельского поселения.

## География

### Улицы
| - ул. Береговая - ул. Большая Садовая - ул. Горная - ул. Молодёжная - ул. Степная - ул. Центральная | - пер. Веселый - пер. Луговой - пер. Школьный |

## История
Во второй половине XIX века на территории нынешнего села жили поповоиловайские попы. Поэтому село стало называться Поповка. Попам принадлежали лучшие земли. Священники имели десятки крестьян, которые работали на них. Землю крестьяне обрабатывали деревянным плугом, в который запрягались сами же. 
До октябрьской революции земли в селе принадлежали помещику Кожухову и кулакам. Некоторые крестьяне имели по несколько десятин.  Вместо учебы в школе дети нанимались к богачам. Кожухов имел 70 тысяч гектаров земли, 6 ватаг овец, табун лошадей, около 100 коров, и много быков. У помещика работали крестьяне как из Поповки, так и из окрестных деревень. Труд был ручной, мужчины косили, а женщины вязали пшеницу в снопы, затем перевозили на гумно. В 1912-1914 году у зажиточных крестьян появились молотилки и косилки 
В ноябре 1917 года в селе был организован Волостной исполнительный комитет – совет солдатских и крестьянских депутатов. На Дону шла гражданская война. В эти же годы Поповско-Иловайский Волостной совет занимался разделом помещичьих имений. В Поповской власти их было три: Кожухова, Жеребцова, Батырева, а сельсоветов - четыре: Поповсктий, Новоселовский, Майорский, Каменский. Были выбраны председатели сельских комиссий. 
В свое время в Поповке функционировала церковь. При ней была звонарня: 1 большой колокол и 4 маленьких. Церковь была огорожена кирпичным забором, внутри двора был колодец. Весь верх в церкви был завешан иконами. С 1924 по 1930 год попом в церкви служил Яков Иванович Синенко. В 1930-х годах церковь была разобрана, купола сныты. Храм переоборудовали под склад Подтелковского рознично-торгового предприятия.
В 1934 году в районе был выделен колхоз имени Кирова из колхоза Индустрия.  В годы Великой Отечественной войны мужчины села ушли на фронт.  В июле 1942 года село Поповка было оккупирована немцами. В селе остались только старики, женщины, дети.  20 декабря 1942 года Поповка была освобождена. Во время Великой Отечественной войны не вернулись домой 161 жителейсела. В центре села находится братская могила, в которой похоронены сельчане: Сержант Афанасьев Александр Гаврилович; 
Рядовой Евстигнеев Петр Григорьевич; Красноармеец Нарзулаев Амон и другие. 9 мая у памятника на могиле зажигают вечный огонь и в почетном карауле стоят старшеклассники. После войны жизнь в селе продолжалась. В 1960 году села Каменку, Поповку и Подтелково в колхоз им. Подтелкова.
В октябре 1968 года был образован совхоз «Искра». В него входили села Поповка и Каменка. В селе развернулось строительство жилья, были построены корпуса ферм.  В 1973 году в села построили Дом культуры, здание сельсовета, пекарню, продуктовый магазин, гараж, МТМ, кафе-столовую. В 1978 году пекарню закрыли, а хлеб стали возить из Кашарской слободы.

## Население
| 2010 |
| ---- |
| 978  |

## Достопримечательности
- Памятник на братской могиле погибшим в годы Великой Отечественной войны.